# Tarmo Neemelo
Tarmo Neemelo, född 10 februari 1982 i Paide, är en estnisk före detta professionell fotbollsspelare, numera endast aktiv på amatörnivå.
Han kom på tolfte plats i tävlingen om Guldskon 2005 efter att ha gjort 41 mål på 33 matcher i den estländska ligan. I början av år 2006 köpte Helsingborgs IF honom från TVMK Tallinn för ungefär fem miljoner kronor. Neemelo gjorde inte någon succé i HIF och fick inte mycket speltid. Neemelo lånades ut, först till TVMK Tallinn och därefter till GIF Sundsvall.
Neemelo spelade mellan 2005 och 2012 22 landskamper för Estlands landslag. Han gjorde bara ett mål på sina 22 matcher, målet kom i en vänskapslandskamp mot Turkiet. För målet vann Neemelo Hõbepall, Silverbollen, en estnisk utmärkelse för det vackraste målet i landslaget under det gångna året.